# Eye II Eye
Eye II Eye és el 16è àlbum d'estudi del grup de Heavy Metal alemany Scorpions, publicat el 1999.
La cançó número u, "Mysterious" va estar al lloc 26 de la Billboard Mainstream Rock. Hi ha un vídeo musical.
En els primers temps de Scorpions, es va llançar una cançó en la seva llengua materna, anomenada "Du Bist So Schmutzig".

## Llista de cançons
1. "Mysterious" (Rieckermann, Schenker, Jabs, J.M. Byron, Meine) – 5:28
2. "To Be No. 1" (Peter Wolf, Jabs, Meine) – 3:57
3. "Obsession" (Meine, Wolf) – 4:09
4. "10 Light Years Away" (Mick Jones, Marti Frederiksen, Meine, Schenker) – 3:52
5. "Mind Like a Tree" (Schenker, Wolf, Meine) – 5:34
6. "Eye To Eye" (Schenker, Meine) – 5:04
7. "What U Give U Get Back" (Schenker, Wolf, Meine) – 5:02
8. "Skywriter" (Schenker, Meine) – 4:55
9. "Yellow Butterfly" (Schenker, Frederiksen, Meine) – 5:44
10. "Freshly Squeezed" (Schenker, Wolf, Meine) – 3:58
11. "Priscilla" (Schenker, Meine) – 3:17
12. "Du Bist So Schmutzig" (Jabs, Schenker, Meine, Kottak) – 3:55 (cantat pel bateria americà, James Kottak, amb la veu de fons per Klaus Meine)
13. "Aleyah" (Schenker, Meine) – 4:19
14. "A Moment in a Million Years" (Meine) – 3:38

## Formació
- Klaus Meine: Cantant
- Rudolf Schenker: Guitarra
- Matthias Jabs: Guitarra
- James Kottak: bateria
- Ralph Rieckermann: Baix

## Èxits

### Àlbum
Billboard (Amèrica del Nord)
| Any  | Tipus        | Posició                |     |
| ---- | ------------ | ---------------------- | --- |
| 1999 | "Mysterious" | Mainstream Rock Tracks | #26 |